# دي هافيلاند موسكيتو
دي هافيلاند موسكيتو (بالإنجليزية: de Havilland Mosquito)‏ هي قاذفة قنابل بمحركين من صناعة دي هافيلاند. كانت تستخدم بشكل أساسي من قبل سلاح الجو الملكي. كان أول طيران لها في 1940. دخلت الخدمة في 1941، انتهت خدمتها في 1950. صنع منها 7781 طائرة.

## المستخدمون
- سلاح الجو الملكي
- القوات الجوية الملكية الأسترالية